# Ambasada Serbii w Polsce

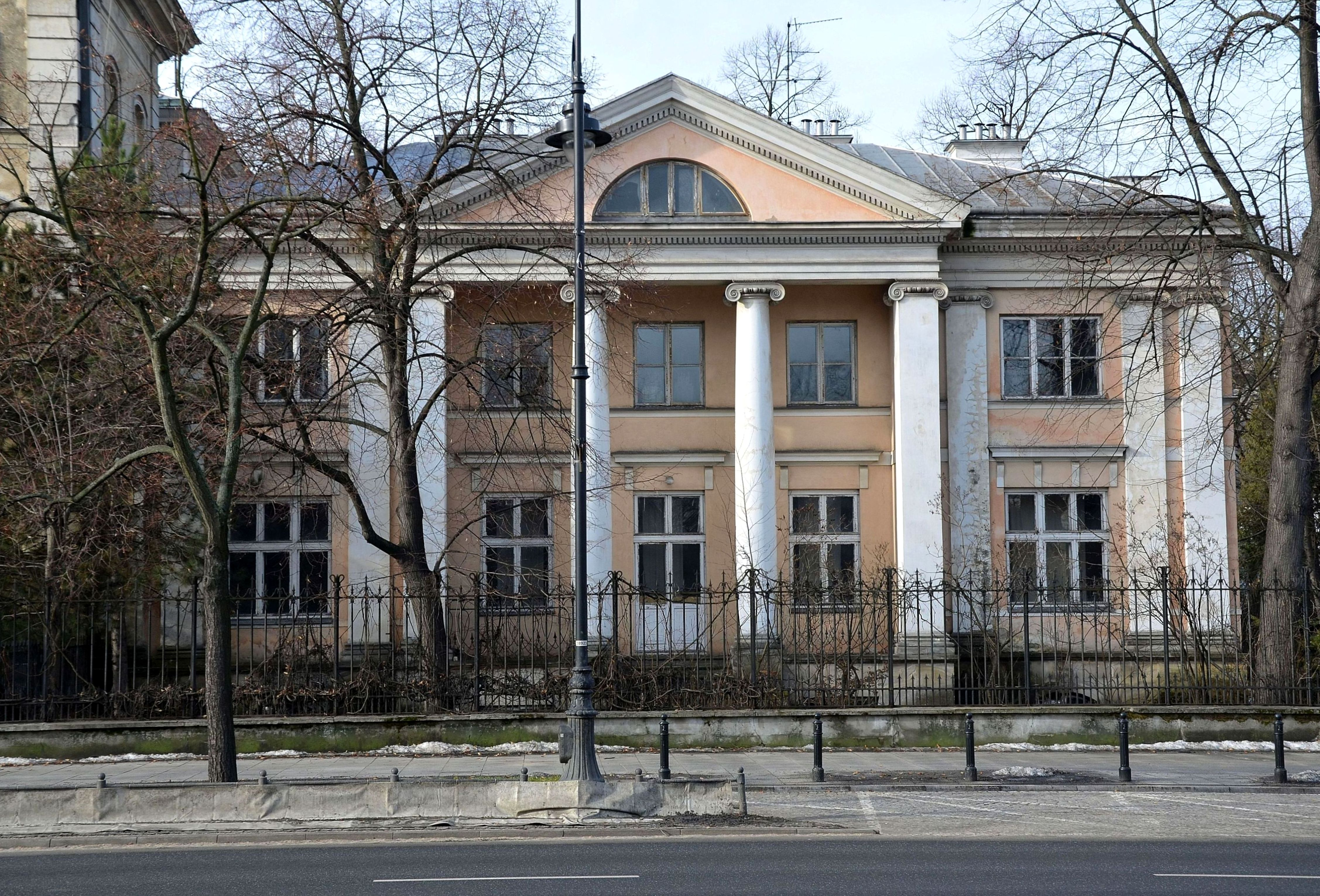
Pałacyk Śleszyńskich, b. siedziba Ambasady Jugosławii/Serbii (1949-2006)

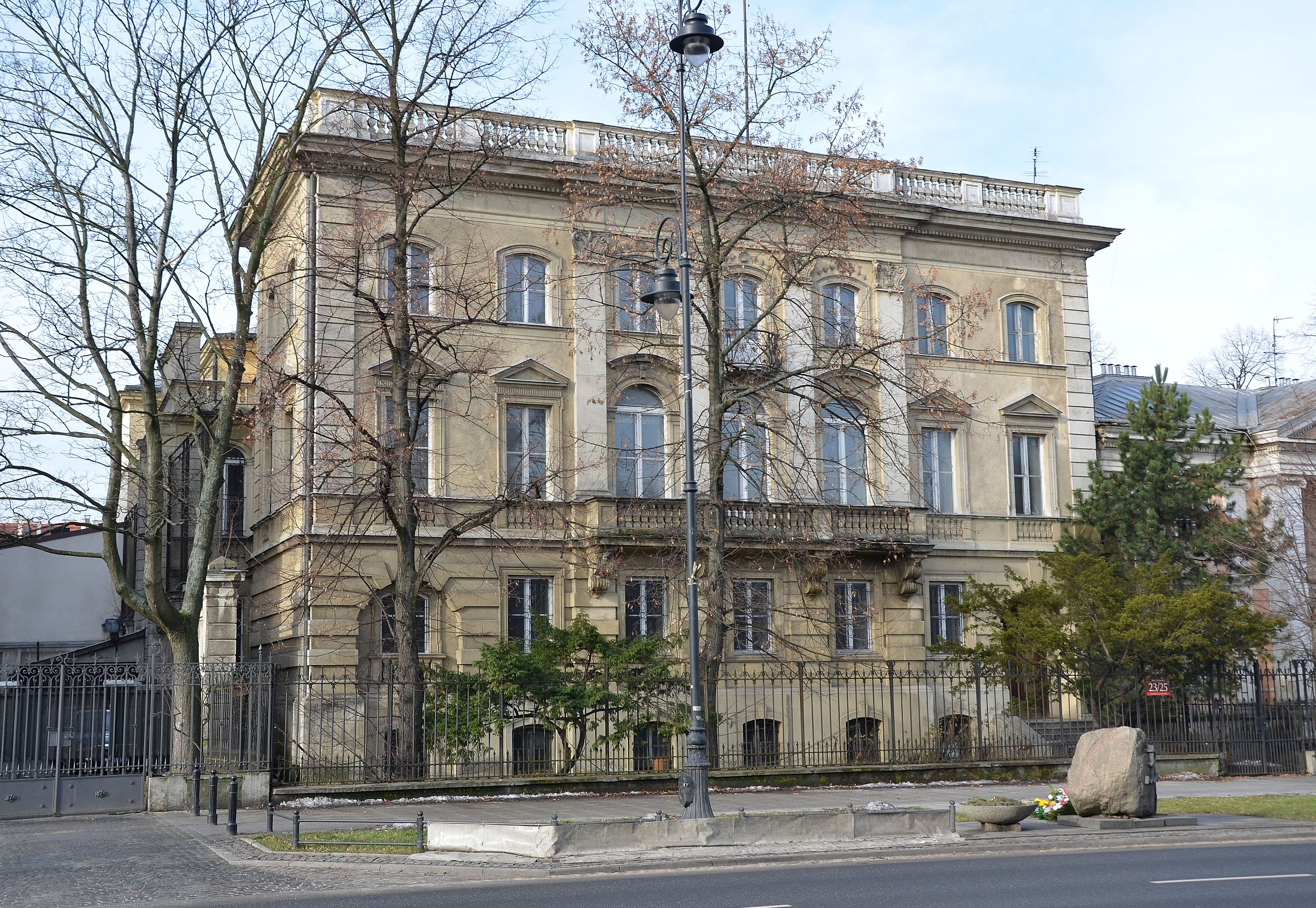
Willa Gawrońskich, b. siedziba Ambasady Jugosławii/Serbii (1953-2006)

Ambasada Serbii w Polsce, Ambasada Republiki Serbii (serb. Ambasada Srbije, Амбасада Србије у Пољској) – serbska placówka dyplomatyczna znajdująca się w Warszawie przy al. Róż 5.

## Siedziba

### Przed I wojną światową
W okresie porozbiorowym, a przed I wojną światową Serbia utrzymywała w Warszawie konsulat generalny, który mieścił się przy ul. Senatorskiej 36/38 (1900–1913).

### W okresie międzywojennym
Stosunki dyplomatyczne pomiędzy obydwoma państwami nawiązano w 1919. Poselstwo Serbii funkcjonowało przy ul. Senatorskiej 36, obecnie nie istnieje i ul. Wilczej 33, obecnie nie istnieje (1919–1922), w hotelu Europejskim przy ul. Krakowskie Przedmieście 13 (1923), w budynku b. Wyższej Szkoły Handlowej przy ul. Smolnej 9, obecnie nie istnieje (1923–1927), przy Al. Ujazdowskich 33 (1928–1936), kamienicy Władysława Ławrynowicza w Al. Ujazdowskich 34 (1938–1939).
W okresie wojny polsko-bolszewickiej, w sytuacji zagrożenia zajęcia Warszawy, personel poselstwa był ewakuowany okresowo (od początku sierpnia 1920) do Poznania.
Funkcjonował też Konsulat Jugosławii w Gdańsku, z siedzibą przy Langer Markt 12-13 (obecnie Długi Targ) (1930–1938), Langgasse 32-34 (ul. Długa) (1939).

### Po II wojnie światowej
Stosunki dyplomatyczne reaktywowano w 1945, początkowo na szczeblu poselstw, dwa miesiące później – ambasad. Mieściła się przy ul. Aldony 18 (1945–1948), al. Ujazdowskich 13 (1950–1953), w willi Gawrońskich z około 1924 (proj. Marcin Weinfeld) w al. Ujazdowskich 23 (1954–2006). Od około 1949 ówczesna Jugosławia użytkowała też pałacyk Śleszyńskich z 1826 (proj. Antonio Corazzi) w al. Ujazdowskich 25.
Rezydencja ambasadora mieściła się w Świdrze (1948), przy ul. Aldony 18 (1950).
Od 2007 do 2013 ambasadę zlokalizowano przy ul. Rolnej 175 a/b, od 2013 w al. Róż 5, w wybudowanym w początkowym okresie PRL-u budynku, który początkowo był zajmowany przez Jugosłowiański Ośrodek Współpracy Przemysłowej (1964), któremu później zmieniono nazwę na Biuro Handlowo-Techniczne Jugosłowiańskich Organizacji Gospodarczych w Polsce (1990). Wcześniej zlokalizowana w tym miejscu Willa Schmidta została zniszczona w okresie II wojny światowej.